# 柄沢正典
柄沢正典は元放送作家。秋元康に師事し、制作会社ソールドアウトやオフィスクレッシェンドなどに所属、フジテレビを中心に数々のバラエティ番組の構成を担当した。元 音事協役員企画制作委員。

## 担当
- NHK うたのなる木（MC:ヒロミ、高田万由子）
- 日テレ とんねるずの生でダラダラ行かせて 小園総研
- TBS うたばん クイズ悪魔のささやき 敷2礼2 藤井フミヤのFEEL
- フジテレビ ＤＡＩバッテキ ボキャブラ天国 秘密の花園 ねばぎばTOKIO とんねるずのみなさんのおかげです
- テレビ朝日 永作博美の星に願いを 永作博美ドラマ・カケオチノススメ トゥナイト
- テレビ東京 カールスモーキー石井の音楽空間アンモナイト

など。

| スタブアイコン | サブスタブ | この項目は、まだ閲覧者の調べものの参照としては役立たない、人物に関連した書きかけの項目です。この項目を加筆・訂正などしてくださる協力者を求めています（P:人物伝/PJ:人物伝）。 |